# Love in the Moonlight
Love in the Moonlight (hangul: 구르미 그린 달빛; RR: Gureumi Geurin Dalbit) és una sèrie de televisió de Corea del Sud protagonitzada per Park Bo-gum i Kim Yoo-jung amb Jinyoung, Chae Soo-bin i Kwak Dong-yeon. Es tracta d'un relat d'edat i un romanç de joventut establert durant la dinastia Joseon del segle xix basat en la novel·la Moonlight Drawn by Clouds que es va publicar per primera vegada en Naver el 2013 i, per tant, es va publicar com una sèrie de cinc parts de llibres a 2015. Es va emetre a KBS2 a les 22:00 (KST) tots els dilluns i dimarts per a 18 episodis del 22 d'agost de 2016 fins al 18 d'octubre de 2016.
Un èxit nacional i internacional, Moonlight va aconseguir una puntuació màxima de públic del 23,3% a Corea del Sud i va ser elogiada per la seva producció, actuacions i música. Va guanyar la Millor Sèrie Dramàtica als 22 Premis de la Televisió Asiàtica, i va rebre sis nominacions als 53 Premis Baeksang Arts, on va guanyar els Premis a la popularitat dels seus avantatges Park i Kim. La premsa va referir-se a la seva influència com a "síndrome de llum de la lluna", ja que va superar l'actualitat, el contingut i les llistes de reputació de la marca dins i fora de la seva carrera.

## Sinopsi
Una història d'edat sobre el creixement del príncep Lee Yeong (Park Bo-gum) d'un nen a un monarca venerat i la seva improbable relació amb l'eunuc Hong Ra-on (Kim Yoo-jung).

## Repartiment

### Principal
- Park Bo-gum com Lee Yeong
- Kim Yoo-jung com Hong Ra-on
- Jinyoung com Kim Yoon-sung
- Chae Soo-bin com Jo Ha-yeon
- Kwak Dong-yeon com Kim Byung-yeon